# Saint-Père (Nièvre)
 Saint-Père  es una población y comuna francesa, situada en la región de Borgoña, departamento de Nièvre, en el distrito de Cosne-Cours-sur-Loire y cantón de Cosne-Cours-sur-Loire-Sud.

## Demografía
| 723 | 804 | 871 | 969 | 1061 | 1023 |
| Para los censos de 1962 a 1999 la población legal corresponde a la población sin duplicidades (Fuente: INSEE [Consultar]) |     |     |     |      |      |